# Eslöv (comune)
Eslöv è un comune svedese di 31 579 abitanti, situato nella contea di Scania. Il suo capoluogo è la cittadina omonima.

## Località
Nel territorio comunale sono comprese le seguenti aree urbane (tätort):
| #  | Località        | Popolazione |
| -- | --------------- | ----------- |
| 1  | Eslöv           | 16.551      |
| 2  | Marieholm       | 1.578       |
| 3  | Stehag          | 1.129       |
| 4  | Löberöd (parte) | 1.097       |
| 5  | Flyinge         | 979         |
| 6  | Harlösa         | 742         |
| 7  | Billinge        | 444         |
| 8  | Kungshult       | 367         |
| 9  | Gårdstånga      | 339         |
| 10 | Hurva           | 332         |
| 11 | Stockamöllan    | 301         |
| 12 | Väggarp         | 213         |

## Amministrazione

### Gemellaggi
- Garðabær
- Jakobstad
- Viljandi
- Asker
- Rudersdal